# Condado de Cochran
O Condado de Cochran é um dos 254 condados do estado americano do Texas. A sede do condado é Morton, e sua maior cidade é Morton.
O condado possui uma área de 2 008 km² (dos quais 0 km² estão cobertos por água), uma população de 3 730 habitantes, e uma densidade populacional de 2 hab/km² (segundo o censo nacional de 2000).
O condado foi fundado em 1876.